# 1816 год в театре
1816 год в театре

## События

### Постановки
- 20 февраля — в Риме, на сцене театра «Арджентина», состоялась премьера оперы Джоаккино Россини «Севильский цирюльник» (граф Альмавива — Мануэль Гарсиа-старший, Розина — Гертруда Джорджи-Ригетти[англ.], Фигаро — Луиджи Дзамбони, Дон Базилио — Дзенобио Витарелли, Бартоло — Бартоломео Ботичелли, декорации Анжело Тозелли).
- 30 августа — в Петербурге, на сцене Большого театра состоялась премьера балета Шарля Дидло на музыку Катерино Кавоса «Ацис и Галатея» (Галатея — Авдотья Истомина, Ацис — Анастасия Новицкая, Полифем — Огюст, Амур — Вера Зубова, Венера — Мария Иконина, Аполлон — Яков Люстих, Флора — Н. Никитина. Аспазия — Анастасия Лихутина, декорации Доминико Корсини и Кондратьева).
- На сцене петербургского Большого театра поставлена «Женитьба Фигаро» Бомарше (граф Альмавива — Иван Сосницкий, графиня — Мария Вальберхова, Фигаро — Александр Рамазанов, Сюзанна — Александра Асенкова
- 4 декабря — в Неаполе, на сцене королевского театра «Дель Фондо[англ.]», состоялась премьера оперы Джоаккино Россини «Отелло» (Отелло — Андреа Нодзари, Дездемона — Изабелла Кольбран, Родриго — Джованни Давид, Яго — Джузеппе Чиччимарра[англ.], Эмилия — Мария Манци, Брабанцио — Микеле Бенедетти[англ.], Дож Венеции — Гаэтано Кидзола).

## Деятели театра

### Родились
- 4 февраля [23 января] — Мария Новицкая, артистка балета и актриса, солистка петербургских театров, супруга Николая Дюра.
- 10 февраля, Карлсруэ — Альберт Эльменрейх, немецкий актёр, режиссёр, драматург и композитор.
- 1 марта, Эдо — Каватакэ Мокуами, японский драматург, автор около 150 пьес.
- 4 марта, Вик — Франсиско Кампродон, испанский драматург.
- 3 апреля, Кемптен — Фридрих Альберт Цорн, танцмейстер, педагог и теоретик танца, автор «Грамматики танцевального искусства» (Лейпциг, 1887).
- 14 мая — Николай Коровкин, русский драматург и переводчик, автор водевилей.
- 1 [13] июня, Санкт-Петербург — Степан Гедеонов, историк, драматург и искусствовед, директор Императорских театров в 1867—1875 годах.
- 23 июля, Массачусетс — Шарлотта Кушман, американская актриса.
- 11 [23] ноября, Москва — Екатерина Санковская, артистка балета, солистка Большого театра, первая русская Сильфида.

### Скончались
- 31 марта, Версаль — Жан-Франсуа Дюси, поэт и драматург, автор первых французских переделок пьес Еврипида, Софокла и Шекспира.
- 4 мая, Париж — Мари-Мадлен Гимар, артистка балета, первая танцовщица парижской Академии музыки в 1762—1789 годах.
- 5 июня, Неаполь — Джованни Паизиелло, композитор, мастер комической оперы, автор более 100 опер.
- 5 июля, Сен-Клу — Дороти Джордан, актриса, фаворитка герцога Кларенса (будущего короля Англии Вильгельма IV).
- 26 июля, Берген — Юхан Нурдаль Брун, поэт и драматург, автор первой норвежской пьесы Einer Tambeskielver (1772).
- 3 сентября, Реллинген — Фридрих Людвиг Шрёдер, актёр, критик и драматург, директор Гамбургского театра.
- 31 августа [12 сентября], Москва — Фёдор Иванов, поэт, переводчик и драматург.
- 5 [17] сентября, Борки Тверской губернии — Владислав Озеров, поэт и драматург, автор трагедии «Димитрий Донской» (1807).
- 21 сентября, Болонья — Маттео Баббини, оперный певец, выступавший в Берлине, Петербурге, Вене, Париже и Лондоне.
- 16 декабря, Копенгаген — Винченцо Галеотти, артист балета, педагог, балетмейстер Королевского театра с 1775 года, родоначальник датского балета.